# Doumu

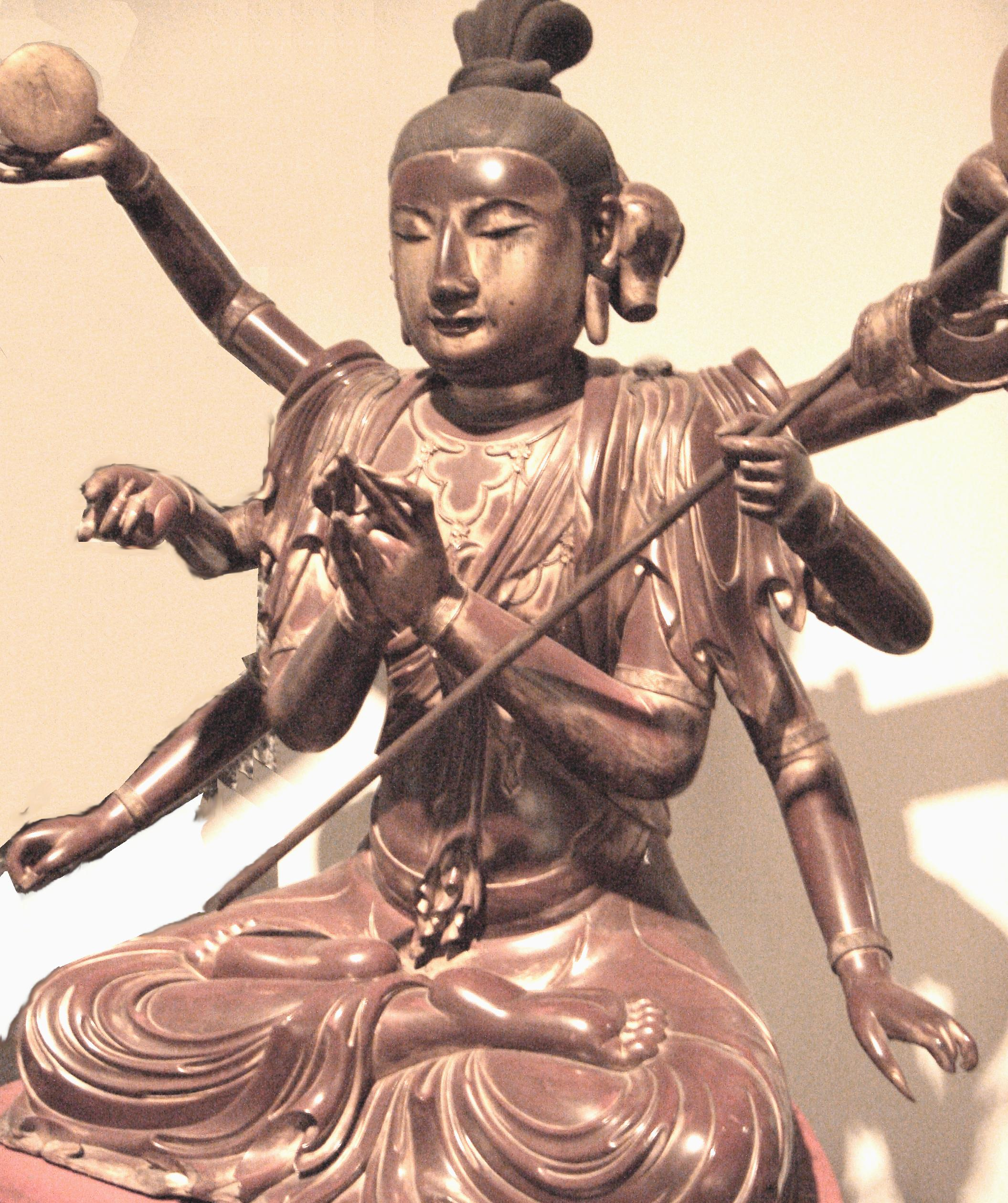
Doumu, Song-Dynastie

Doumu (chinesisch 斗母, Pinyin Dǒumǔ, Jyutping Dau2mou5 – „Mutter des Scheffels“; veraltet auch 斗姆,  Dǒumǔ bzw. 斗姥,  Dǒumǔ) ist eine daoistische Göttin. Mutter des Scheffels  bezieht sich auf das Sternbild großer Bär, ein altes daoistisches Symbol. Ein anderer Name ist Daomu – 道母,  Dàomǔ, Jyutping Dou6mou5 – „Mutter des Dao“. In der Mythologie ist sie die Mutter des Jadekaisers. Auch trägt sie den Titel Tiānhòu – 天后 Himmelskönigin. Insofern ist sie aber strikt von der ebenfalls so bezeichneten Meeresgöttin Mazu zu unterscheiden.

## Ikonographie
Ikonographisch wird Doumu normalerweise mit acht Armen und vier Gesichtern dargestellt, deren jedes in eine Himmelsrichtung sieht. Sie spielen auf die Funktion der Göttin als allgegenwärtige und tatkräftige Helferin an. In den Händen hält sie Sonne und Mond, den Pfirsich der Unsterblichkeit, ein Schwert und andere Symbole; manchmal wird sie auch mit einem Eberkopf dargestellt. Sie wird häufig zusammen mit Xiwangmu und einer Erdgöttin abgebildet, als Symbol der daoistischen Triade und der kosmischen Harmonie.

## Verehrung
Anders als ihre "Konkurrentin", die ebenfalls als Himmelskönigin bezeichnete Meeresgöttin Mazu, wird Doumou eher im Binnenland und vor allem im Gebirge verehrt. Ein bedeutendes Heiligtum befindet sich auf dem Heiligen Berg Tai Shan.